# Сан-Сальво
Сан-Сальво (італ. San Salvo) — муніципалітет в Італії, у регіоні Абруццо,  провінція К'єті.
Сан-Сальво розташований на відстані близько 190 км на схід від Рима, 115 км на схід від Л'Аквіли, 60 км на південний схід від К'єті.
Населення — 19 950 осіб (2014).
Щорічний фестиваль відбувається 28 квітня. Покровитель — San Vitale.

## Демографія
Населення за роками:

Станом на 1 січня 2023 року в муніципалітеті офіційно проживало 1637 іноземців з 59 країн, серед них 862 громадяни країн Євросоюзу та 21 громадянин України.

## Сусідні муніципалітети
- Купелло
- Монтенеро-ді-Бізачча
- Васто